# 布雷内斯
布雷内斯，是西班牙安达卢西亚自治区塞维利亚省的一个市镇。 总面积21平方公里，总人口10795人（2001年），人口密度514人/平方公里。